# 吸血鬼日记 (第四季)
《吸血鬼日记》第四季, 美国超自然电视剧，由Kevin Williamson根据L.J. Smith的同名小说改编而成，第四季於2012年10月11日在CW电视台首播，本季播映23集。

## 簡介
上季說到：該從哪兒開始？Elena選擇了Stefan而不是Damon，但觀眾發現Elena其實與Damon相遇在先。Rebekah將Matt和Elena的車逼到河中，Elena一名嗚呼。她被Meredith使用吸血鬼的血「救活」。結果？她現在要麼選擇死亡要麼轉化成吸血鬼。與此同時，Bonnie幫助Klaus佔據Tyler的身體，以保護他免遭「徹底死亡」的厄運。Alaric又死了。
官方劇情描述：事故發生後的第二天清晨，Elena從昏迷中醒來。她最害怕的事情已成現實——她死了，體內還殘留著吸血鬼的血液。她現在要麼選擇死亡，要麼經歷可怕的轉變過程，將自己變成一個吸血鬼。Stefan向Elena承諾，他和Bonnie會盡一切可能幫助她脫離現在的情形。Damon對Stefan不先救Elena而導致其死亡的做法十分惱怒，但Stefan堅稱這是Elena的心願。為了挽救Elena的命運，Bonnie決定付出高昂的代價。Damon將怒火發洩在僥倖逃生的Matt身上。看到Stefan和Elena深情款款、至死不渝的樣子，鐵石心腸的Rebekah竟然被感動了。Young牧師和鎮理事會成員開始圍捕吸血鬼及其追隨者，導致一場出人意料的悲劇的發生。
● 本季的主題是：Elena如何去適應一個吸血鬼的生活，她是否能抵抗鮮血的誘惑，她如何得到「不違背良心」、「不殺生」的血源以及「Elena是繼承Stefan的衣缽還是繼承Damon的衣缽」。製片人Julie Plec暗示Matt可能是Elena的血源之一。
● Elena會記起Damon強迫她忘記的那兩個重要時刻，Elena會與Damon談論這件事，但「後果」不會立即顯現，也不會改變Elena對Damon的看法。Elena和Damon的關係會有所「發展」，但那是一個長期而緩慢的過程。
● Damon需要一個新朋友，但那肯定不是Tyler。
● Meredith在第四季中有重要戲份。她不會成為Damon的愛情對象，但兩人會保持穩定的「buddy」關係。
● 本季的Stefan是黑暗的Stefan還是光明的Stefan？這個現在很難說。製片人和演員都傾向於把他打造成一個「黑暗的Stefan」。
● 死去的角色總是有機會「回歸」。
● Bonnie有了一個新導師，是她外祖母過去教書的當地大學裡的教授。一個名叫Hailey的角色出現在4×03，通過她我們將瞭解到Tyler的過去。
● 製片人Julie Plec一臉無辜地說：就連她也不知道今年的「大反派」是誰，他（她）要幹什麼，原因是什麼。「The mystery of that is going to be something new and different for us.」當然，我們都知道她是在睜眼說瞎話——如果她不知道今年的主要反派角色是什麼人，她這劇本還怎麼寫？
● 該劇裡的角色永遠在改變——Elena變了，導致Stefan變了，導致Damon也變了。�
● Rebekah沒有放棄對Matt的追求，但Matt對她的態度已經從「不感興趣」轉變為「怨恨」。如果Rebekah想讓Matt回心轉意，就必須改變自己的行為。

## 演員

### 主要演員
- 妮娜·杜波夫 飾 艾琳娜·吉爾伯特（Elena Gilbert）、凱瑟琳·皮爾斯（Katherine）
- 保羅·韋斯利 飾 斯特凡·薩爾瓦多（Stefan Salvatore）、賽爾斯（Silas）
- 伊恩·桑莫哈德 飾 達蒙·薩爾瓦多（Damon Salvatore）
- 坎迪丝·阿科拉 飾 卡洛琳·福布斯（Caroline Forbes）
- 邁克爾·特維諾 飾 泰勒·洛克伍德（Tylor Lockwood）
- 卡特琳娜·格兰厄姆 飾 邦妮·班尼詩（Bonnie Bennett）
- 扎克·羅里格 飾 馬特·多諾萬（Matt Donovan）
- 約瑟夫·摩根 飾 尼克勞斯·邁克爾森（NiKlaus Mikaelson）

### 其他演員
- 克莱尔·霍尔特 飾 麗貝卡·邁克爾森（Rebekah Mikaelson）
- 丹尼爾·吉爾斯 飾 以利亞·邁克爾森（Elijah Mikaelson）
- 瑪格麗特·馬科林苔 莉茲·福布斯（Liz Forbes）
- 格雷丝·菲普斯 飾 楊愛普爾（April Young）
- 菲比·托金 飾 海莉（Hayley）
- David Alpay 飾 阿提庫斯·肖恩 教授（Atticus Shane Professor）、塞拉斯（Silas）
- 南森尼爾·布佐利克 飾 柯爾·邁克爾森（Kol Mikaelson）
- 托瑞·狄维托 飾 梅雷迪思·費爾（Meredith Fell）
- Susan Walters（英语：Susan Walters）
- Todd Williams（英语：Todd Williams (actor)）
- Rick Worthy（英语：Rick Worthy）
- Persia White（英语：Persia White）
- Charlie Bewley（英语：Charlie Bewley）

## 集數列表
| 總集數 | 級數 | 標題                             | 導演               | 編劇                                  | 首播日期       | 製作代碼 | 收視人數 (單位：百萬) |
| ------ | ---- | -------------------------------- | ------------------ | ------------------------------------- | -------------- | -------- | --------------------- |
| 67     | 1    | Growing Pains                    | Chris Grismer      | Caroline Dries                        | 2012年10月11日 | 2J6651   | 3.18                  |
| 68     | 2    | Memorial                         | Rob Hardy          | Jose Molina & Julie Plec              | 2012年10月18日 | 2J6652   | 2.91                  |
| 69     | 3    | The Rager                        | Lance Anderson     | Brian Young                           | 2012年10月25日 | 2J6653   | 2.87                  |
| 70     | 4    | The Five                         | Joshua Butler      | Brett Matthews & Rebecca Sonnenshine  | 2012年11月1日  | 2J6654   | 3.27                  |
| 71     | 5    | The Killer                       | Chris Grismer      | Michael Narducci                      | 2012年11月8日  | 2J6655   | 3.02                  |
| 72     | 6    | We All Go a Little Mad Sometimes | Wendey Stanzler    | Evan Bleiweiss & Julie Plec           | 2012年11月15日 | 2J6656   | 2.84                  |
| 73     | 7    | My Brother's Keeper              | Jeffrey Hunt       | Caroline Dries & Elisabeth R. Finch   | 2012年11月29日 | 2J6657   | 2.86                  |
| 74     | 8    | We'll Always Have Bourbon Street | Jesse Warn         | Charlie Charbonneau & Jose Molina     | 2012年12月6日  | 2J6658   | 2.42                  |
| 75     | 9    | O Come, All Ye Faithful          | Pascal Verschooris | Michael J. Cinquemani & Julie Plec    | 2012年12月13日 | 2J6659   | 2.81                  |
| 76     | 10   | After School Special             | David Von Ancken   | Brett Matthews                        | 2013年1月17日  | 2J6660   | 2.95                  |
| 77     | 11   | Catch Me If You Can              | John Dahl          | Brian Young & Michael Narducci        | 2013年1月24日  | 2J6661   | 2.71                  |
| 78     | 12   | A View to a Kill                 | Brad Turner        | Rebecca Sonnenshine                   | 2013年1月31日  | 2J6662   | 2.56                  |
| 79     | 13   | Into the Wild                    | Michael Allowitz   | Caroline Dries                        | 2013年2月7日   | 2J6663   | 2.50                  |
| 80     | 14   | Down the Rabbit Hole             | Chris Grismer      | Jose Molina                           | 2013年2月14日  | 2J6664   | 2.31                  |
| 81     | 15   | Stand by Me                      | Lance Anderson     | Julie Plec                            | 2013年2月21日  | 2J6665   | 2.91                  |
| 82     | 16   | Bring It On                      | Jesse Warn         | Elisabeth R. Finch & Michael Narducci | 2013年3月14日  | 2J6666   | 待公佈                |
| 83     | 17   | Because the Night                | Garreth Stover     | Brian Young & Charlie Charbonneau     | 2013年3月21日  | 2J6667   | 待公佈                |
| 84     | 18   | American Gothic                  | Kellie Cyrus       | Evan Bleiweiss & Jose Molina          | 2013年3月28日  | 2J6668   | 待公佈                |
| 85     | 19   | Pictures of You                  | 待定               | 待定                                  | 2013年4月18日  | 待公佈   | 待公佈                |
| 86     | 20   | The Originals                    | 待定               | Julie Plec                            | 2013年4月25日  | 待公佈   | 待公佈                |
| 87     | 21   | She's Come Undone                | 待定               | 待定                                  | 2013年5月2日   | 待公佈   | 待公佈                |
| 88     | 22   | The Walking Dead                 | 待定               | 待定                                  | 2013年5月9日   | 待公佈   | 待公佈                |
| 89     | 23   | Graduation                       | 待定               | 待定                                  | 2013年5月16日  | 待公佈   | 待公佈                |